# Mignolina
Mignolina (Tommelise), rinominata in alcuni adattamenti come Pollicina, è una fiaba dello scrittore danese Hans Christian Andersen. Come in Pollicino di Charles Perrault, Mignolina narra la storia di una bambina piccolina. Questa fiaba fu una delle prime scritte da Andersen e fu pubblicata per la prima volta il 16 dicembre 1835 in Eventyr, fortalte for Børn. Første Samling. Andet Hefte. 1835. In Italia è apparsa per la prima volta nel 1864 con il titolo La piccola Poucette, in una traduzione dal francese nel volume Quindici racconti pei giovinetti. La fiaba di Mignolina è stata successivamente adattata su vari media, tra cui i film di animazione.
A volte il nome della protagonista viene mutato in Pollicina (in lingua spagnola Pulgarcita; in lingua francese Poucette; in lingua inglese Thumbelina).

## Trama
La storia inizia con una donna, amante dei fiori, che un giorno riceve una sorpresa inaspettata: una piccola ragazzina spunta da un bocciolo. Viene nominata Mignolina a causa delle sue dimensioni e rende felice la vita della donna, ora non più sola.
Una notte, però, la piccola è portata via da una rana, attirata dalla sua bellezza. Risvegliatasi con quelle creature che per lei hanno le dimensioni di un ippopotamo, Mignolina apprende con orrore che dovrà essere la sposa del figlio dell'anfibio ma, grazie alle sue lacrime che commuovono i pesci dello stagno, riesce a fuggire. Dopo essere fuggita dal rospo, si ferma a riposare su di un giglio, prima di tornare a casa, quando all'improvviso viene catturata da un maggiolino. Successivamente, riuscita a scampare anche a questo pericolo, Mignolina viene travolta dall'inverno e trova riparo presso la casa di un topo, che le consiglia di sposarsi con il suo vicino, un talpone molto rinomato tra i roditori del posto, che si invaghisce di lei appena la incontra. 
Mignolina però si rifiuta di prendere come sposo il talpone e fugge via, volando verso una terra lontana a bordo di una rondine che aveva accudito durante l'inverno e divenuta sua amica. Su un campo di fiori, Mignolina incontra un principino delle fate e si sposa con lui. Infine riceve un paio di ali per accompagnare il marito nei suoi viaggi di fiore in fiore e per poter tornare eventualmente a casa da sua madre, per farle visita.

## Adattamenti
- Mignolina (Djujmovočka) film d'animazione del 1964 della Sojuzmul'tfil'm.
- Le fiabe di Andersen (Andersen Monogatari) serie TV anime del 1971 della Mushi Production (episodi 7-10).
- La margheritina (Oyayubi hime) cortometraggio anime del 1975 della serie Le più famose favole del mondo.
- Le più belle favole del mondo (Manga sekai mukashi banashi, 1976-79) serie TV anime della Dax International (episodio 23).
- Pollicina (Sekai Meisaku Dowa: Oyayubi hime) film anime del 1978 prodotto dalla Toei Animation e dalla Tezuka Production.
- Pollicina (Thumebelina) episodio del 1984 della serie televisiva Nel regno delle fiabe (Faerie Tale Theatre).
- Pollicina, episodio del 1988 della serie anime Funky Fables (Ponkikki meisaku wārudo).
- Pollicina (Thumbelina) episodio della serie animata direct-to-video Favole senza tempo (Timeless Tales from Hallmark) (1990-91).
- Hello Kitty in Pollicina (Hello Kitty no Oyayubi hime), film del 1990 della Sanrio.
- Pollicina (Oyayubi hime monogatari) serie TV anime del 1992 della Enoki Films.
- Pollicina (Thumbelina) mediometraggio d'animazione direct-to-video del 1992 della Golden Films.
- Thumbelina (Pollicina) (Thumbelina) film d'animazione di Don Bluth del 1994.
- Le fiabe più belle (Anime Sekai no Dōwa) serie TV anime trasmessa in Giappone nel 1995 (episodio 16).
- Happily Ever After: Fairy Tales for Every Child (1995-2000), serie animata prodotta da HBO (episodio 2 della seconda stagione).
- Hello Kitty - Il teatrino delle fiabe (Sanrio anime sekai meisaku gekijō) (2001) serie TV anime della Sanrio (episodio 23).
- Le avventure di Pollicino e Pollicina (The Adventures of Tom Thumb and Thumbelina) film d'animazione del 2002 liberamente basato sulla fiaba.
- Pollicina, episodio della serie animata The Fairytaler (2003).
- Barbie presenta Pollicina (Barbie Presents: Thumbelina) film d'animazione in CGI del 2009 narrato da Barbie, ispirato molto liberamente alla fiaba originale.
- Pollicino e Pollicina appaiono in un cameo nel film Doraemon - The Movie: Le 1000 e una notte del 1991 e Shrek 2 del 2004.

## E-book
Andersen-Corteggi, Pollicina, Collana Beccogiallo, Editore Mursia per iTunes.